# 愛知県道224号熱田停車場線

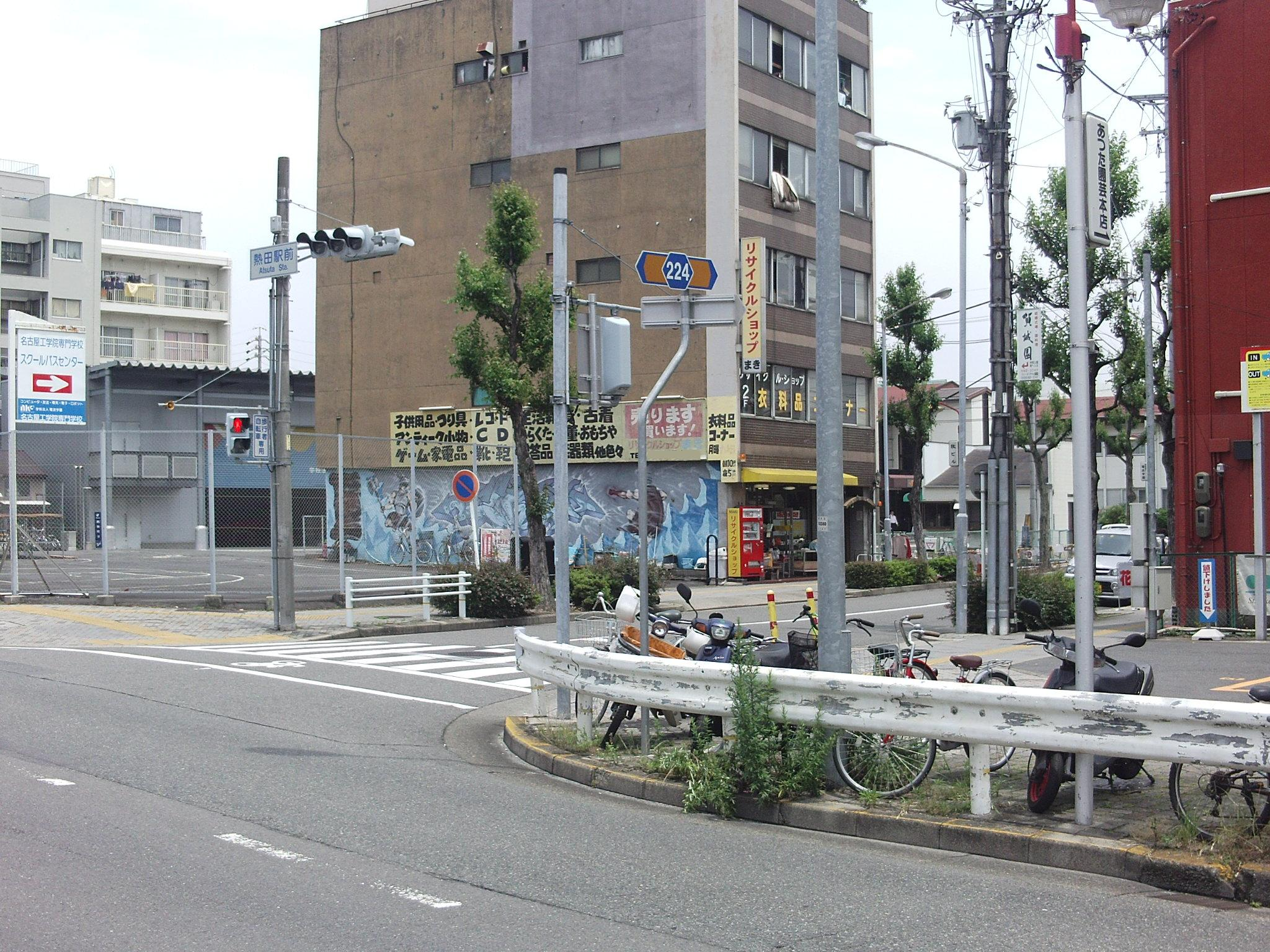
JR東海道本線の熱田停車場前。愛知県道226号熱田停車場伝馬線とともに起点は熱田停車場である。

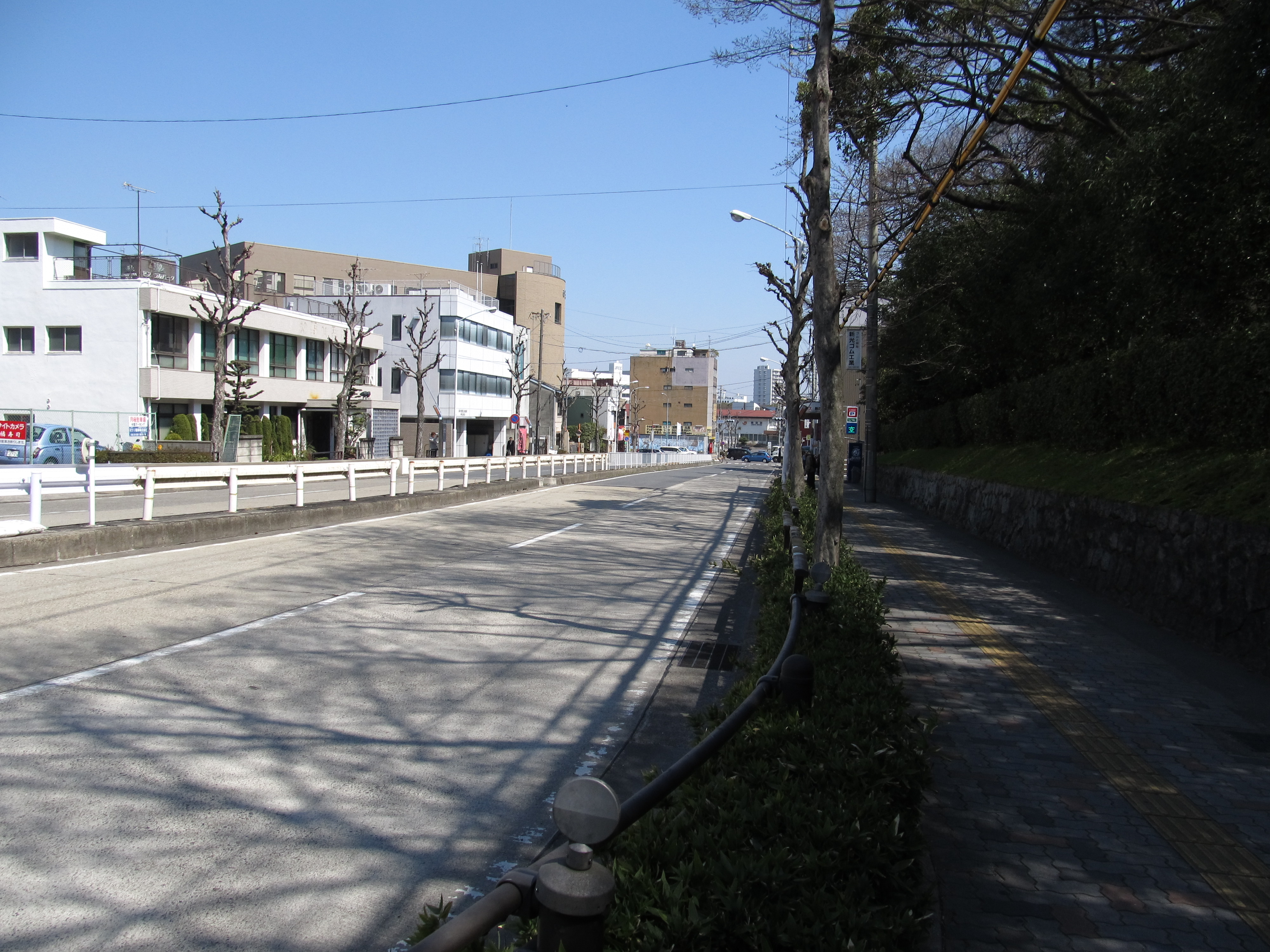
熱田街園から起点（JR熱田駅）方向を見る。奥にJR熱田駅が見える。

愛知県道224号熱田停車場線（あいちけんどう224ごう あつたていしゃじょうせん）は、愛知県名古屋市熱田区内を通る一般県道である。

## 概要

### 路線データ
- 起点：熱田停車場[1]
- 終点：愛知県名古屋市熱田区神宮[1]（国道19号（伏見通）交点）

## 沿革
- 1904年（明治37年）2月：熱田停車場道が、それまでの里道から愛知県の仮定県道に編入。[要出典]
- 1959年（昭和34年）12月15日：認定[1]

## 周辺
- 東海旅客鉄道（JR東海）東海道本線 熱田駅北緯35度7分47.8秒 東経136度54分36.2秒 / 北緯35.129944度 東経136.910056度
- 熱田神宮北緯35度7分33秒 東経136度54分32.8秒 / 北緯35.12583度 東経136.909111度
- 名古屋市熱田図書館北緯35度7分43.6秒 東経136度54分36.6秒 / 北緯35.128778度 東経136.910167度
- 熱田区役所北緯35度7分42.2秒 東経136度54分37.3秒 / 北緯35.128389度 東経136.910361度
- 名古屋市営地下鉄名城線 熱田神宮西駅北緯35度7分40.1秒 東経136度54分23.9秒 / 北緯35.127806度 東経136.906639度

## 別名
- 旗屋町線[要出典]（名古屋市熱田区）

## 接続する道路
| 接続する道路                  | 接続する場所 | 接続する場所 | 接続する場所   | 接続する場所                                                             |
| ----------------------------- | ------------ | ------------ | -------------- | ------------------------------------------------------------------------ |
| 名古屋市道森後町第2号線       | 熱田区       | 森後町       | 熱田駅前       | 北緯35度7分46.4秒 東経136度54分36秒 / 北緯35.129556度 東経136.91000度    |
| 愛知県道226号熱田停車場伝馬線 | 熱田区       | 森後町       | 熱田駅前       | 北緯35度7分46.4秒 東経136度54分36秒 / 北緯35.129556度 東経136.91000度    |
| 大津通                        | 熱田区       | 森後町       | 熱田駅前交差点 | 北緯35度7分45.3秒 東経136度54分33.5秒 / 北緯35.129250度 東経136.909306度 |
| 名古屋市道豆田町線            | 熱田区       | 旗屋町       | 旗屋町交差点   | 北緯35度7分40.7秒 東経136度54分23.5秒 / 北緯35.127972度 東経136.906528度 |
| 国道19号（伏見通）            | 熱田区       | 旗屋町       | 旗屋町交差点   | 北緯35度7分40.7秒 東経136度54分23.5秒 / 北緯35.127972度 東経136.906528度 |